# Zanonioideae
Zanonioideae es una subfamilia de plantas  perteneciente a al familia Cucurbitaceae. Es un grupo parafilético, también llamado Nhandiroboideae. Hay las siguientes subtribus:

## Tribus
- Tribu: Zanonieae
  - Subtribus:
  - Actinostemmatinae
  - Fevilleinae
  - Gomphogyninae
  - Sicydiinae
  - Zanoniinae